# Mel Bourne
Mel Bourne, pseudonimo di Melvin B. Bornstein (Chicago, 22 novembre 1923 – New York, 14 gennaio 2003), è stato uno scenografo statunitense.
Ha ottenuto per tre volte la candidatura ai Premi Oscar nella categoria migliore scenografia (1979, 1985 e 1992) senza vincere.

## Filmografia parziale
- Io e Annie (Annie Hall), regia di Woody Allen (1977)
- Interiors, regia di Woody Allen (1978)
- Manhattan, regia di Woody Allen (1979)
- Una lama nel buio (Still of the Night), regia di Robert Benton (1982)
- Zelig, regia di Woody Allen (1983)
- Il migliore (The Natural), regia di Barry Levinson (1984)
- Attrazione fatale (Fatal Attraction), regia di Adrian Lyne (1987)
- La leggenda del re pescatore (The Fisher King), regia di Terry Gilliam (1991)
- Striptease, regia di Andrew Bergman (1996)